# Міжкристалітна корозія

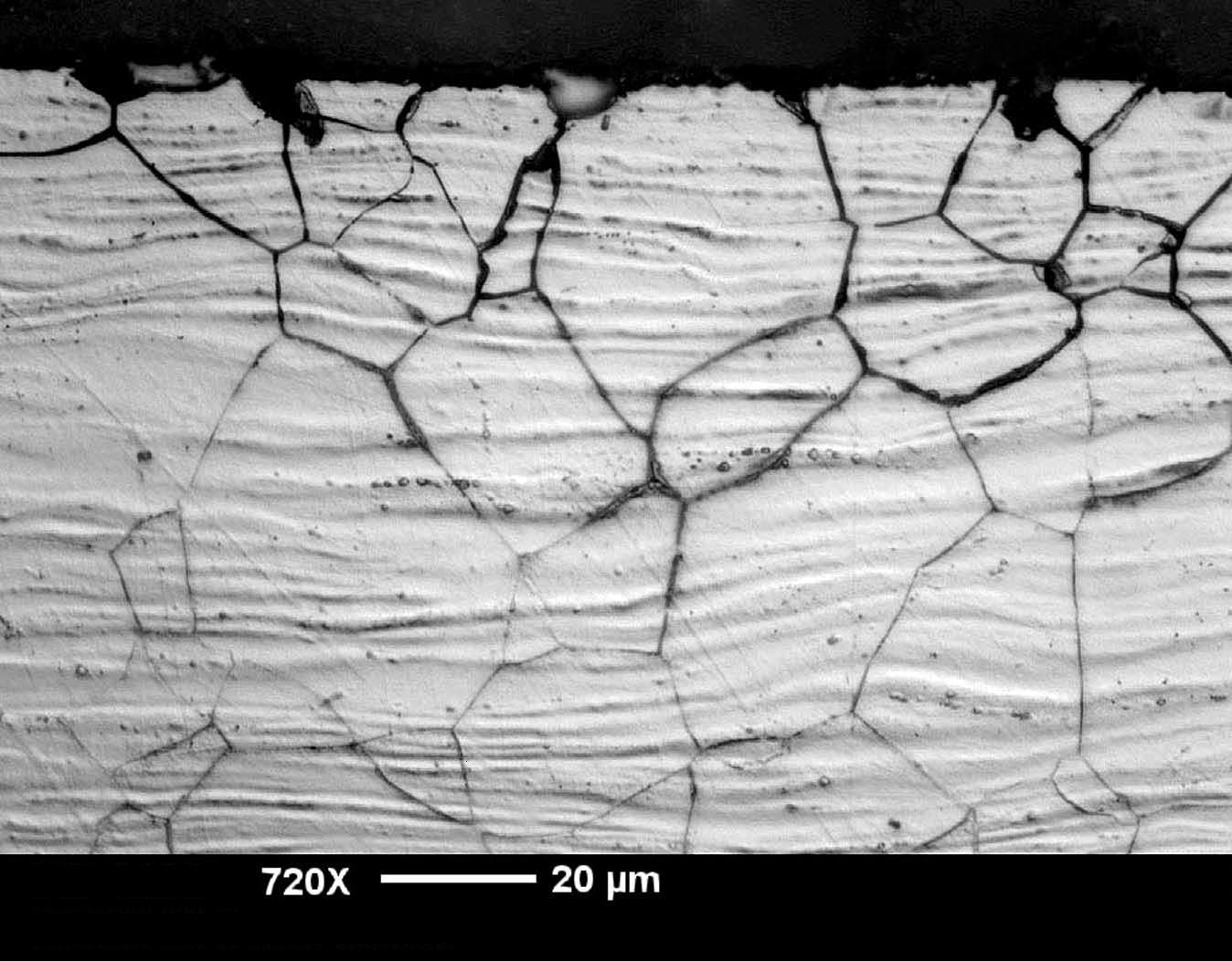
Мікроструктура матеріалу, що зазнав міжкристалітної корозії

Міжкристалі́тна коро́зія (скор. МКК, англ. intergranular  corrosion, IGC ) — вид корозії, при якій корозійне ушкодження металу відбувається переважно по границях зерен (кристалітів), які є у цьому випадку сприйнятливішими до корозії, ніж внутрішня частина зерна.

## Механізм міжкристалітної корозії
При малій корозійній втраті маси корозійне руйнування матеріалу може проникати на велику глибину, супроводжуватися корозійним розтріскуванням під навантаженням і приводити до зниження міцності та пластичності виробу, що може швидко закінчитись виходом з ладу всієї конструкції. Міжкристалітна корозія є електрохімічним процесом, і обумовлюється тим, що твердий розчин за певних умов може розшаровуватися з утворенням на межах зерен фаз, збагачених чи збіднених одним з компонентів матеріалу. Під дією того чи іншого агресивного середовища відбувається вибіркове анодне розчинення збагачених або збіднених зон.
Міжкристалітної корозії можуть зазнавати сплави на основі заліза (у тому числі феритні, аустенітні, аустенітно-феритні та інші сталі), а також нікелеві, алюмінієві та інші сплави, що мають зазвичай неоднорідну структуру.

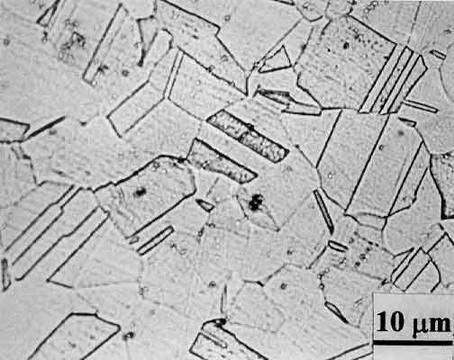
Несенсибілізована мікроструктура

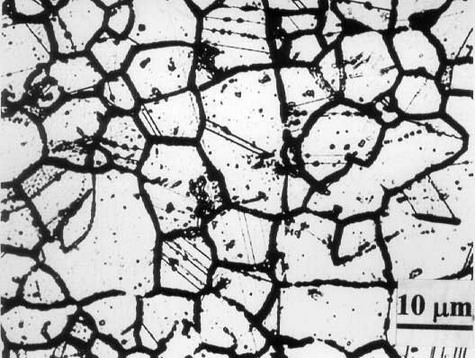
Сильно сенсибілізована мікроструктура

Світлини демонструють типову мікроструктуру нормалізованої (несенсибілізованої) неіржавної сталі типу 304 і сильно сенсибілізованої сталі. Зразки були відполіровані та протравлені перед фотографуванням, а на чутливих ділянках видно широкі темні лінії, де травильна рідина викликала корозію. Темні лінії складаються з карбідів і продуктів корозії. Міжкристалітну корозію, як правило, вважають спричиненою сегрегацією домішок на границях зерен або збагаченням чи виснаженням одного з легувальних елементів у зонах границь зерен.
В неіржавних сталях часто зустрічається високий (понад 12 %) вміст хрому, який у звичайних умовах формує на поверхні сталі пасивуючий шар (оксидну плівку), що захищає її від корозії. Саме високий вміст хрому служить для неіржавних сталей основною причиною міжкристалітної корозії, оскільки за деяких умов хром виділяється уздовж границь зерен з утворенням карбідів хрому. Зони, збіднені хромом, переходять в активний стан при більш негативних значеннях електрохімічного потенціалу ніж фази з надлишком хрому. В результаті у слабоокисних середовищах збіднені хромом зони стають електрохімічно активними і кородують з вищими швидкостями, ніж фази, збагачені хромом. Найбільша схильність до міжкристалітної корозії спостерігається у тих випадках, коли надлишкові фази на межах зерен дотикаються, утворюючи безперервні ланцюжки.
В сильноокисних середовищах розвиток міжкристалітної корозії обумовлюється вибірковим розчиненням насичених фаз. Воно прискорюється, якщо у цих фазах є легувальні елементи, що легко піддаються перепасивації, наприклад, молібден, вольфрам, ванадій або елементи з низькою корозійною стійкістю, наприклад, марганець, мідь.
Однією з причин міжкристалітної корозії може бути сегрегація по границях зерен домішок; цим часто пояснюється, наприклад, корозія у сильноокисних середовищах загартованих аустенітних корозійностійких сталей, що містять домішки фосфору, кремнію тощо.
Розділення фаз часто відбувається при нагріванні протягом тривалого часу металів до температур понад 700 °C, що трапляється при порушенні режимів зварювання, термообробки чи обробки тиском.
Іншою спорідненною з міжкристалітною корозією є ножова корозія (англ. knifeline attack, KLA) — корозія, під час якої утворюється вузь¬кий надріз у зоні шва зварного з ’єд¬нання і проявляється у сталях, стабілізованих ніобієм, таких як неіржавна сталь 347. Титан, ніобій та їх карбіди розчиняються в сталі при дуже високих температурах. При деяких режимах охолодження (залежно від швидкості охолодження) карбід ніобію не виділяється, і сталь тоді поводиться як нестабілізована, утворюючи натомість карбід хрому, сприяючи зростанню швидкість корозії. Це відбувається лише у вузькій зоні шириною до кількох міліметрів у самій близькості від зварного шва, що ускладнює її виявлення. Конструкції, виготовлені з таких сталей, повинні бути нагріті в цілому приблизно до 1065 °C, коли карбід хрому розчиняється і утворюється карбід ніобію. Швидкість охолодження після цієї обробки неважлива, оскільки вуглець, який в іншому випадку становив би ризик утворення карбіду хрому, буде секвестрований карбідом ніобію.
Сплави на основі алюмінію можуть бути чутливими до міжкристалітної корозії, якщо між багатими алюмінієм зернами є шари матеріалів, що ведуть себе як аноди. Високоміцні алюмінієві сплави, особливо коли їх екструдують або піддають іншій обробці з високим ступенем деформації, можуть зазнавати пошарової корозії, де продукти корозії накопичуються між плоскими подовженими зернами та розділяють їх, що призводить до ефекту підйому або розшарування й часто поширюється від країв матеріалу через всю його структуру. Міжкристалітна корозія особливо актуальна для алюмінієвих сплавів з високим вмістом міді.
Інші види сплавів також можуть зазнавати відшарування; наприклад, чутливість мідно-нікелевого сплаву до цього підвищується разом із збільшенням вмісту у ньому нікелю. Сплави заліза чутливі до пошарової корозії, оскільки об'єм оксидів заліза приблизно у сім разів перевищує об'єм вихідного металу, що призводить до появи внутрішніх напружень розтягування, які розривають матеріал. Подібний ефект призводить до відшарування в неіржавних сталях через різницю температурного розширення металу та його оксидів.

## Стійкість сталей до МКК
Стійкість чи нестійкість сталей до МКК визначається різними методами, що регламентуються міжнародними стандартами ISO 3651-1:1998, EN ISO 3651-2:1998, ASTM A923, ASTM A262 та ін., багато з яких, зокрема і в Україні, мають адаптації у виді національних стандартів.

### ДСТУ ISO 3651-1:2005
Метод випробування за ДСТУ ISO 3651-1:2005 застосовують для визначення стійкості до МКК шляхом випробування в азотній кислоті з вимірюванням втрати маси прокату, поковок, труб та литва аустенітних і аустенітно-феритних сталей, призначених для використання у сильно окиснювальних середовищах.
Результати випробувань на МКК за методом Хью є показовими лише для визначення стійкості сталі до МКК у вказаних середовищах і не можуть використовуватись для визначення стійкості сталі до інших видів корозійних руйнувань (пітінгу, корозійного розтріскування, загальної корозії тощо).
Випробування на МКК проводять з метою виявлення корозійного впливу середовища на границі зерен, обумовленого однією або декількома причинами:
- випаданням на границях зерен карбідів хрому;
- випаданням інтерметалічних сполук, таких як α-фаза у сталях, що містять молібден;
- сегрегацією на границях зерен забруднюючих елементів.

Вказані процеси можуть мати місце при впливі на аустенітні та аустенітно-феритні неіржавні сталі температур 500…1000 °C, яких сталь може зазнавати при гарячій обробці (кування, вальцювання), а також при зварюванні.
Контроль на МКК проводять на зразках після провокативного нагрівання з витримкою при температурі 700 °C протягом 30 хв. з наступним охолодженням у воді.
При випробуваннях зразок зважують, потім занурюють в киплячий розчин азотної кислоти на 5 циклів тривалістю 48 год. кожен. Критерієм оцінки результатів випробувань є втрата маси, яка визначається після кожного циклу.

### ДСТУ EN ISO 3651-2:2005
ДСТУ EN ISO 3651-2:2005 установлює методи визначання тривкості корозійнотривких феритних, аусте¬нітних та феритно-аустенітних (двофазних) сталей і сплавів до міжкристалітної корозії в сере¬довищах, які містять сірчану кислоту.
Методи випробувань за ДСТУ EN ISO 3651-2:2005:
Метод А: Випробування в розчині сірчанокислотної міді та 16-відсоткової сірчаної кислоти (випробування Штрауса);
Метод В: Випробування в розчині сірчанокислотної міді та 35-відсоткової сірчаної кислоти;
Метод С: Випробування в розчині сірчанокислотного окисного заліза (III) і 40-відсоткової сірчаної кислоти.
Ці методи застосовують для корозійнотривких сталей і сплавів, які постачають у вигляді литих, катаних або кованих виробів або у вигляді труб і які призначені для використання в слабкоокислювальних середовищах (наприклад у сірчаній чи фосфорній кислоті).
Для перевірки стійкості до МКК аустенітних і аустенітно-феритних сталей проводять спочатку провокуюче нагрівання. Для цього зразки витримують протягом 30 хв при температурі T1=700 °C (режим T1) або протягом 10 хв при температурі T2=650 °C (режим T2) з наступним охолодженням у воді. Як альтернативу можна використовувати зварювання зразків.
При випробуваннях зразки занурюють в один з розчинів сірчаної кислоти методів A, B або C на 20 год. Потім зразки піддають згинанню. Після згинання випуклу поверхню досліджують з метою виявлення тріщин, наявність яких свідчить про схильність до МКК.
Найпоширенішими є метод A з провокуючим нагріванням

### Застосування методик
Описані вище методики випробовувань тривкості до міжкристалітної корозії поширюються не на усі класи сталей, а лише на металопродукцію з корозійно-тривких сталей аустенітно-мартенситного, аустенітно-феритного, феритного і аустенітного класів а також із сплавів на залізо-нікелевій основі, в тому числі двошарових, а також зварних з'єднань з них та наплавленого металу.
Тут слід зазначити, що у списку відсутні корозієтривкі сталі інших класів. Наприклад сталь для литих гребних гвинтів 08Х14НДЛ має відмінну корозійну тривкість, але вона є сталлю мартенситного класу і у ній відсутня МКК через відсутність зерен як таких.
Іноді стійкість сталей до міжкристалітної корозії помилково сприймається як міра їхньої загальної стійкості до корозії. Стійкість до МКК характеризує стійкість лише до саме міжкристалітного шляху поширення корозії та збереження виробами міцності в корозійному середовищі (відсутності розтріскування через руйнування границь між зернами).
Так наприклад сталі, що мають стійкість до МКК можуть бути зовсім нестійкими до загальної корозії:
| Марка сталі | Загальна корозія           | Загальна корозія          | Схильність до МКК |
| Марка сталі | втрата у масі, г/м² за год | швидкість корозії, мм/год | Схильність до МКК |
| ----------- | -------------------------- | ------------------------- | ----------------- |
| Ст.3        | ≈0,1                       | -                         | не схильна        |
| ММЛ-1       | 0,33                       | -                         | не схильна        |
| ММЛ-2       | 0,25                       | -                         | не схильна        |
| 08Х14НДЛ    | -                          | не схильна                | не схильна        |
| 08Х15Н4ДМЛ  | -                          | не схильна                | не схильна        |
| 25Л         | -                          | 0,15                      | не схильна        |

Як видно з таблиці стійкість до МКК ніяк не пов'язана зі стійкістю до загальної корозії.
Крім того, більшість сталей піддаються випробуванням на стійкість до МКК випробовуються саме тому, що вони повинні мати її. При цьому йдеться не про недотримання хімічного складу сталей, а саме про їхню структуру. Так з двох плавки сталі 12Х18Н9ТЛ, виплавлених однаковим способом, в однакових печах та з однаковим хімічним складом (у межах нормативної документації на марку), але виплавлених на різній шихті або з різною термічною обробкою, одна може мати стійкість до МКК, а інша матиме навпаки — схильність до МКК. При цьому обидві вони залишатимуться корозійностійкими сталями щодо загальної корозії.
Аналогічна ситуація відбувається і з іншими марками сталей та видами заготовок. Наприклад, поковки зі сталі 12Х18Н10Т залежно від режимів нагріву заготовки для кування і подальшої термообробки можуть або мати, або не мати стійкість до МКК.
Саме тому конструкторами визначається, де необхідно використовувати вироби, що мають стійкість до МКК, а де достатньо загальної корозійної стійкості марки сталі, яка забезпечується дотриманням хімічного складу та технології виробництва. Ця вимога окремо відображається або в конструкторській або нормативній документації, залежно від типу та призначення виробу.
Саме собою існування такої різниці обумовлено тим, що сталі які мають стійкість до МКК істотно дорожчі у виробництві (вимагають якіснішої шихти, досконаліших методів виплавки та подальшої обробки) ніж сталі тих самих марок, але схильні до МКК. Але стійкість до МКК потрібна лише у деяких випадках, виробах і галузях промисловості та запровадження вимог щодо стійкості до МКК для усіх сталей призвело б до безпідставного подорожчання цих заготовок.

## Боротьба з міжкристалітною корозією
Стійкість матеріалу до цього виду корозії можна підвищити правильним вибором режимів термообробки, зниженням вмісту домішок, легуванням елементами, що запобігають утворенню небажаних надлишкових фаз по межах зерен, наприклад титаном, ніобієм, танталом, які скоріше ніж хром формують з вуглецем сполуки (карбіди) тим самим зменшуючи вміст вуглецю.
Добрим превентивним заходом є зниження вмісту вуглецю в основному, а при зварюванні і в зварювальному матеріалі, до рівня менше за 0,02 %. Іншою можливістю уникнути міжкристалітної корозії при зварюванні є зварювання тонких листів матеріалу щоб під час охолодження метал надто швидко розсіював тепло і карбід хрому не встигав утворитись.
Можливий також спосіб нагрівання виробу до 1000 °C та загартування у воді, що веде до розчинення карбідів у зернах та перешкоджає їх повторному виділенню.